# Steven Smith (football)
Pour les articles homonymes, voir Steven Smith et Smith.
Steven « Stevie » Smith est un footballeur écossais, né le 30 août 1985, à Bellshill, North Lanarkshire en Écosse. Actif de 2002 à 2018, il occupe en fin de carrière le poste d'arrière gauche au Kilmarnock Football Club.

## Carrière en club
Smith n'a connu qu'un seul club, les Rangers, au sein duquel il a été formé. Il a fait ses débuts en octobre 2003, dans un match contre Hearts mais dut attendre la saison 2005-2006 pour s'imposer plus durablement dans l'effectif du club. Il joua son premier match de Ligue des champions contre Villareal le 22 février 2006.
Il a ensuite signé une prolongation de contrat le 27 février 2006. Il a remporté le trophée de meilleur jeune joueur du mois en Championnat d'Écosse pour le mois d'avril 2006, date à partir de laquelle sa présence en tant qu'arrière gauche titulaire a commencé à s'affirmer.
Il inscrivit son premier (et pour l'instant unique) but pour les Rangers en début de saison 2006-2007, lors d'un match contre Dunfermline, le 11 novembre 2006 (victoire 2-0). Il reçut aussi alors la distinction d'homme du match.
Pendant l'hiver 2006, Smith connut des problèmes au pelvis qui entrainèrent une longue indisponibilité. Il ne joua plus entre le 17 décembre 2006 (derby contre le Celtic) et le 19 mars 2008, où il apparut sur la feuille du match de Coupe d'Écosse contre Partick Thistle. Pour ce match, il était remplaçant et n'entra pas en jeu, mais il retrouva les terrains pour le match à rejouer (le premier match s'étant terminé sur un score de parité 1-1) le mois suivant.
Après son transfert à Norwich City, il est prêté le 31 janvier 2011 au club écossais d'Aberdeen, avec lequel il joue 20 rencontres. À l'issue de la saison, laissé libre par Norwich, il signe un contrat d'un an, avec option pour une année supplémentaire, avec Preston North End.
Steven Smith joue en MLS en 2012-2013 pour l'équipe des Portland Timbers. Après une saison sans grosse blessure, le joueur décide de retourner dans son club formateur, les Rangers, afin d'être la doublure de Lee Wallace au poste d'arrière gauche en 3e division écossaise.

## Carrière internationale
Steven Smith est sélectionnable pour l'Écosse. Il ne compte aucune cape chez les A, même s'il a déjà été retenu dans le groupe écossais (pour deux matchs contre la France et l'Ukraine) lors des Éliminatoires du championnat d'Europe de football 2008, en octobre 2006. Il ne put malheureusement pas honorer cette sélection à cause d'une blessure à la cuisse.
Il a, par contre, connu des sélections chez les espoirs.

## Palmarès
Rangers FC
- Championnat d'Écosse de football D3 / SFL D2
  - Vainqueur (1) : 2014